# Lygus lineolaris
Lygus lineolaris är en insektsart som först beskrevs av Palisot 1818.  Lygus lineolaris ingår i släktet Lygus och familjen ängsskinnbaggar. Inga underarter finns listade i Catalogue of Life.

## Bildgalleri

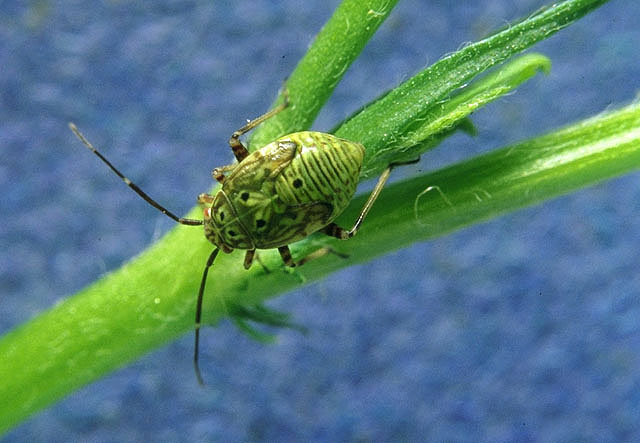
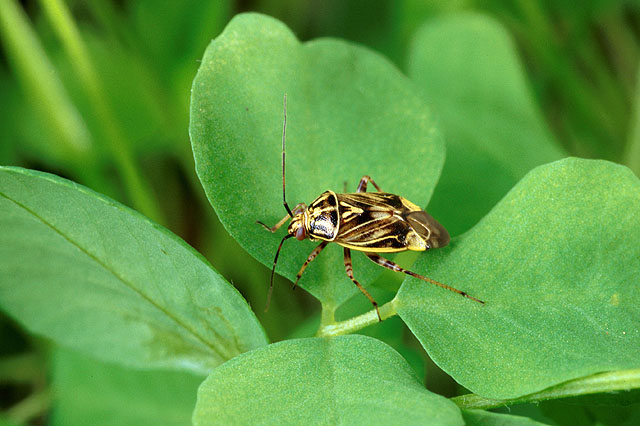
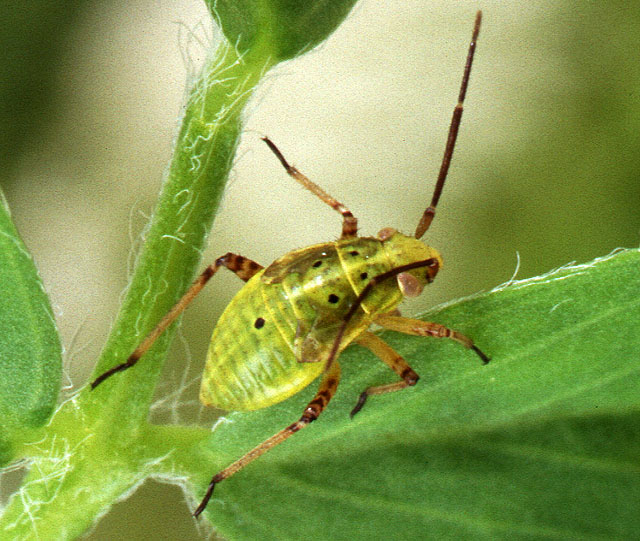
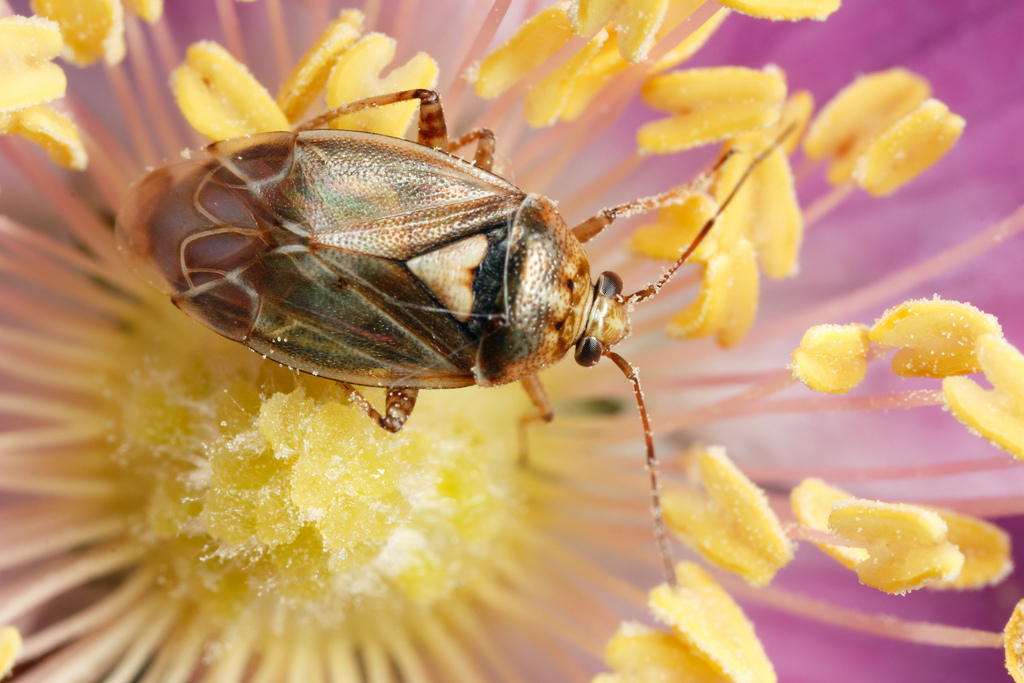